# Au milieu de la nuit
Pour plus de détails, voir Fiche technique et Distribution.
Au milieu de la nuit (Middle of the Night) est un film américain de Delbert Mann sorti en 1959.

## Synopsis
A New York, Jerry Kingsley dirige une manufacture de vêtements. Âgé d’une soixantaine d’années, veuf depuis un an, Jerry souffre de la solitude. Il remarque alors Betty, jeune femme récemment divorcée, qui est dactylo dans son entreprise. Le vieux monsieur et la jeune femme se prennent d’affection, et le principal combat de Jerry sera alors de convaincre son proche entourage de la sincérité de leur amour.

## Fiche technique
- Réalisateur : Delbert Mann
- Scénario : Paddy Chayefsky d'après sa pièce de théâtre éponyme créée à Broadway  le 8 février 1956.
- Chef opérateur : Joseph Brun
- Montage : Carl Lerner
- Direction artistique : Leo Kerz
- Costumes : Jean Louis et Frank L. Thompson
- Musique : George Bassman
- Production : George Justin
- Société de production : Sudan Productions
- Distributeur : Columbia Pictures
- Pays de production :  États-Unis
- Genre : Drame psychologique
- Format : Noir et blanc - 35 mm - 1,85:1 - Son : mono (RCA Sound Recording)
- Durée : 118 minutes
- Dates de sortie :
  - France : 20 mai 1959
  - États-Unis : 17 juin 1959 (New York)

## Distribution
- Kim Novak (VF : Jacqueline Porel) : Betty Preisser
- Fredric March (VF : André Valmy) : Jerry Kingsley
- Lee Philips (VF : Serge Lhorca) : George Preisser
- Glenda Farrell (VF : Lita Recio) : Mrs. Mueller
- Albert Dekker (VF : Jean Brochard) : Walter Lockman
- Martin Balsam (VF : Bernard Noël) : Jack
- Lee Grant : Marilyn
- Rudy Bond : Gould
- Lee Richardson (VF : Gabriel Cattand) : Joey Lockman
- Effie Afton (VF : Marie Francey) : Mrs. Herbert (Mme Carroll en VF)
- Joan Copeland (VF : Estelle Gérard) : Lillian Englander
- David Ford (VF : Jacques Berthier) : Paul Kingsley
- Alfred Leberfeld (VF : Émile Duard) : Ellman
- Nelson Olmsted (VF : Albert Augier) : Erskine

## Distinctions
Le film a été présenté en sélection officielle en compétition au Festival de Cannes 1959.

## Critiques
"Tiré d'une pièce de théâtre de Paddy Chayefsky, qui eut un succès mérité à Broadway, ce film est une délicate étude psychologique d'un douloureux cas de conscience. Avec discrétion, mais efficacité et vigueur, en des séquences poignantes, le réalisateur a su peindre les moments cruciaux de ce conflit passionné.
L'interprétation du quinquagénaire, Fredric March, est poignante de vérité. La grâce douloureuse de Kim Novak, jeune femme blessée, incapable d'aimer, n'est pas moins convaincante."